# Therese Borssén
Therese Kristina Borssén, née le 12 décembre 1984, est une skieuse alpine suédoise, spécialiste des épreuves techniques.

## Biographie
Sa carrière dans des courses FIS démarre en 2000 et de la Coupe d'Europe en 2001, compétition dont elle signe son premier podium en 2003. 
Elle a participé à sa première course en Coupe du monde de ski alpin le 28 novembre 2003 à l'occasion d'un slalom géant à Park City. Le lendemain, elle a marqué ses premiers points au même endroit, mais en slalom. En 2005, elle est présente aux Championnats du monde de Bormio, où elle occupe le cinquième rang en slalom, son meilleur résultat en grand championnat.
En janvier 2006, elle monte sur son premier podium en Coupe du monde au slalom de Maribor puis en décembre de la même année sur la plus haute marche à Semmering. À l'issue de cet hiver, elle établit son meilleur classement en Coupe du monde de slalom avec le quatrième rang.
Aux Championnats du monde 2007 à Åre, elle est cete fois septième du slalom.
Elle obtient deux sélections aux Jeux olympiques en 2006 et 2010, terminant respectivement 8e et 21e en slalom.
Elle prend sa retraite sportive en 2013 pour se lancer dans le monde des affaires. Elle s'est mariée avec le triathlète Jojje Borssén.

## Palmarès

### Jeux olympiques d'hiver
| Épreuve / Édition | Turin 2006 | Vancouver 2010 |
| Slalom            | 8e         | 21e            |

### Championnats du monde
| Épreuve / Édition | Bormio 2005 | Åre 2007 | Val d'Isère 2009 | Garmisch-Partenkirchen 2011 |
| Slalom géant      | 32e         | 33e      | -                | -                           |
| Slalom            | 5e          | 7e       | Abandon          | Abandon                     |

* Super combiné
| Épreuve / Édition | Tarvisio 2002 | Briançonnais 2003 | Maribor 2004 |
| Slalom géant      | 34e           | Abandon           | Abandon      |
| Slalom            | 14e           | 4e                | 4e           |

### Coupe du monde
- Meilleur classement général : 18e en 2007.
- 6 podiums dont 1 victoire.

#### Différents classements en Coupe du monde
| Saison / Épreuve | Saison / Épreuve | Général | Général | Descente | Descente | Slalom | Slalom | Slalom géant | Slalom géant | Super G | Super G | Combiné | Combiné |
| ---------------- | ---------------- | ------- | ------- | -------- | -------- | ------ | ------ | ------------ | ------------ | ------- | ------- | ------- | ------- |
| Saison / Épreuve | Saison / Épreuve | Class.  | Points  | Class.   | Points   | Class. | Points | Class.       | Points       | Class.  | Points  | Class.  | Points  |
| 2004             | 2004             | 48e     | 159     | -        | -        | 20e    | 155    | 56e          | 4            | -       | -       | -       | -       |
| 2005             | 2005             | 62e     | 88      | -        | -        | 25e    | 88     | -            | -            | -       | -       | -       | -       |
| 2006             | 2006             | 28e     | 248     | -        | -        | 7e     | 248    | -            | -            | -       | -       | -       | -       |
| 2007             | 2007             | 18e     | 407     | -        | -        | 4e     | 389    | 37e          | 18           | -       | -       | -       | -       |
| 2008             | 2008             | 22e     | 356     | -        | -        | 6e     | 343    | 38e          | 13           | -       | -       | -       | -       |
| 2009             | 2009             | 33e     | 224     | -        | -        | 11e    | 218    | 50e          | 6            | -       | -       | -       | -       |
| 2010             | 2010             | 67e     | 80      | -        | -        | 23e    | 80     | -            | -            | -       | -       | -       | -       |
| 2011             | 2011             | 38e     | 165     | -        | -        | 11e    | 165    | -            | -            | -       | -       | -       | -       |
| 2012             | 2012             | 24e     | 299     | -        | -        | 8e     | 299    | -            | -            | -       | -       | -       | -       |
| 2013             | 2013             | 50e     | 150     | -        | -        | 16e    | 150    | -            | -            | -       | -       | -       | -       |

#### Détail des victoires
| Saison / Épreuve | Slalom    | Total |
| 2007             | Semmering | 1     |
| Total            | 1         | 1     |

### Coupe d'Europe
- 13 podiums, dont 3 victoires.

### Championnats de Suède
- Championne du slalom en 2008 et 2012.